# Kentucky Derby 1940
Kentucky Derby 1940 var den sextiosjätte upplagan av Kentucky Derby. Löpet reds den 4 maj 1940 över 1 1⁄4 miles (2 012 m). Löpet vanns av Gallahadion som reds av Carroll Bierman och tränades av Roy Waldron.
Åtta hästar deltog i löpet. Bimelech, som fortfarande var obesegrad, startade som storfavorit i löpet, men fick ett tufft upplägg, och blev trött inne på upploppet.

## Resultat
| P | S | Häst        | Jockey          | Tränare           | Ägare                 | Tid      |
| - | - | ----------- | --------------- | ----------------- | --------------------- | -------- |
| 1 | 1 | Gallahadion | Carroll Bierman | Roy Waldron       | Milky Way Farm Stable | 2:05 0/0 |
| 2 | 2 | Bimelech    | Fred A. Smith   | William A. Hurley | Edward R. Bradley     |          |
| 3 | 7 | Dit         | Leon Haas       | Max Hirsch        | W. Arnold Hanger      |          |
| 4 | 3 | Mioland     | Lester Balaski  | R. Thomas Smith   | Charles S. Howard     |          |
| 5 | 6 | Sirocco     | Johnny Longden  | James W. Smith    | Dixiana Stable        |          |
| 6 | 5 | Roman       | Kenneth McCombs | Daniel Stewart    | Joseph E. Widener     |          |
| 7 | 8 | Royal Man   | John Gilbert    | Moody Jolley      | Tower Stable          |          |
| 8 | 9 | Pictor      | George Woolf    | Louis Schaefer    | William L. Brann      |          |

Segrande uppfödare: Robert A. Fairbairn (KY)